# نموذج t-J

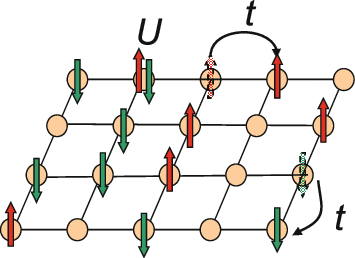
شكل تخطيطي لنموذج هوبارد ثنائي الأبعاد

تم اشتقاق نموذج t-J لأول مرة في عام 1977 من نموذج هاببرد عن طريق Józef Spałek. يصف النموذج الانظمة إلكترونية شديدة-الارتباط. يتم استخدامه لحساب حالات الموصلية الفائقة في درجات الحرارة العالية في المغناطيسات الحديدية المضاضة.
t-J هاملتوني هو:
{\displaystyle {\displaystyle {\hat {H}}=-t\sum _{\langle ij\rangle ,\sigma }{\hat {a}}_{i\sigma }^{\dagger }{\hat {a}}_{j\sigma }+J\sum _{\langle ij\rangle }\left({\vec {S}}_{i}\cdot {\vec {S}}_{j}-{\frac {n_{i}n_{j}}{4}}\right)}}

## علاقة الموصلية الفائقة في درجات الحرارة العالية
النموذج الهاملتوني ل t1-t2-J من حيث نموذج العام CP1
{\displaystyle {\displaystyle \mathbf {H} =t_{1}\sum \limits _{\langle i,j\rangle }\left(c_{i\sigma }^{\dagger }c_{j\sigma }+\mathrm {h.c.} \right)\ +\ t_{2}\sum \limits _{\langle \langle i,j\rangle \rangle }\left(c_{i\sigma }^{\dagger }c_{j\sigma }+\mathrm {h.c.} \right)\ +\ J\sum \limits _{\langle i,j\rangle }\left(\mathbf {S} _{i}\cdot \mathbf {S} _{j}-{\frac {n_{i}n_{j}}{4}}\right)-\ \mu \sum \limits _{i}n_{i},}}